# Georg Bachmann (Politiker)

Georg Bachmann

Georg Bachmann (* 6. Dezember 1885 in Westheim; † 23. Oktober 1971 in Gunzenhausen) war ein deutscher Landwirt und Politiker (DNVP, CNBL, später CSU).

## Leben
Nach dem Volksschulabschluss und dem Besuch der Fortbildungsschule in Westheim absolvierte Bachmann landwirtschaftliche und genossenschaftliche Fortbildungskurse an der Handelshochschule in Nürnberg. Er arbeitete seit 1903 im landwirtschaftlichen Genossenschaftswesen, leistete von 1906 bis 1909 Wehrdienst beim 6  Bayerischen Chevauleger-Regiment und wurde dort zuletzt zum Unteroffizier ernannt. Von 1914 bis 1918 nahm er als Soldat am Ersten Weltkrieg teil. Während des Krieges diente er zunächst beim Bayerischen Reserve-Kavallerie-Regiment Nr. 5, wo er die Beförderung zum Vize-Wachtmeister erhielt. Nach einer Verwundung wurde er als Verwaltungsinspektor zur Garnisonsverwaltung nach Fürth versetzt.
Bachmann war nach dem Kriegsende als selbständiger Landwirt in Westheim tätig und wirkte weiterhin nebenamtlich im landwirtschaftlichen Genossenschaftswesen. Er war seit 1919 Geschäftsführer des Mittelfränkischen Molkereiverbandes, wurde 1922 dessen Vorsitzender und im gleichen Jahr Vorsitzender des Bayerischen Genossenschaftsverbandes in Ansbach. Zudem fungierte er als Vorsitzender der Mittelfränkischen Kreisdarlehnskasse sowie als Vorsitzender des Landwirtschaftlichen Bezirksvereins in Heidenheim.
Nach dem Zweiten Weltkrieg war Ökonomierat Bachmann Präsident des Bayerischen Raiffeisenverbandes und Aufsichtsratsvorsitzender seiner Geschäftsanstalten. Darüber hinaus fungierte er als Dritter Präsident des Bayerischen Bauernverbandes, als Vorsitzender der milchwirtschaftlichen Landesvereinigung und als Kreisanwalt für Mittelfranken. Außerdem war er Mitglied der Landessynode der Evangelisch-Lutherischen Kirche in Bayern. Von 1958 bis 1963 war er zudem Aufsichtsratsvorsitzender der Bayerischen Warenvermittlung landwirtschaftlicher Genossenschaften AG (BayWa).

## Partei
Bachmann trat nach der Novemberrevolution in die DNVP ein und wechselte 1930 zur CNBL über. Am 18. April 1940 beantragte er die Aufnahme in die NSDAP und wurde zum 1. Juli desselben Jahres aufgenommen (Mitgliedsnummer 8.044.448). Er schloss sich 1945 der CSU an und war von 1949 bis 1954 Mitglied des Landesvorstandes der Christsozialen.

## Abgeordneter
Während der Zeit der Weimarer Republik war Bachmann Ratsmitglied der Gemeinde Westheim. Bei der Reichstagswahl im Juni 1920 wurde er in den Deutschen Reichstag gewählt, dem er bis Juli 1932 angehörte. Im Parlament vertrat er den Wahlkreis Franken. Er gehörte 1946 der Verfassunggebenden Landesversammlung Bayerns an und war anschließend bis 1962 Mitglied des Bayerischen Landtages. 1953/54 amtierte er als Zweiter Vizepräsident des Landtages.

## Öffentliche Ämter
Bachmann war nach 1945 Bürgermeister der Gemeinde Westheim und stellvertretender Landrat des Kreises Gunzenhausen.

## Auszeichnungen
- 1955: Bundesverdienstkreuz 1. Klasse
- 1958: Bayerischer Verdienstorden